# سید محمود میرجلالی
سید محمود میرجلالی (۱۸۹۸–۱۹۸۳) سرلشکر و از چهره‌های نظامی برجسته ای بود که در مناصبی چون نایب رئیس ستاد مشترک نیروهای مسلح، معاون وزیر جنگ و پنج دوره از ۱۹۶۰ تا ۱۹۷۵ به عنوان سناتور و نیز مدرس دانشکده افسری و دانشگاه جنگ فعالیت کرد.
با تشکیل لژ سلطنتی اسکاتلند در ایران در ۱۹۷۰ میرجلالی به عنوان نایب بزرگ فرمانروای آن برگزیده شد.